# Hippothoos (Arcadie)
Hippothoos, fils du géant Cercyon, père de Aepytos, est un personnage de la mythologie grecque.

## Mythe
Hippothoos fut placé sur le trône d'Arcadie par Thésée. Ce dernier était le meurtrier de son père. 
Hyppothoos fut tué accidentellement par son neveu Télèphe.
À sa mort, son fils Aepytos repris le trône d'Arcadie, mais il mourut aveuglé par Poséidon, au motif qu'il avait forcé les portes d'un des temples du dieu.